# S.O.D. Money Gang
S.O.D. Money Gang, også kaldet Stacks on Deck Entertainment, er et amerikansk pladeselskab lavet af rapperen Soulja Boy. Det blev lavet i 2004. S.O.D er også en rap gruppe som består af Soulja Boy, JBar & Arab.

## Nuværende artister
- Soulja Boy (Ejer)
- JBar
- M2ThaK
- DJ Wats
- Lil 100
- Paul Allen
- Shawty Boy
- Agoff
- Jski
- J. Takin

## Tidligere artister
- Lil B
- Riff Raff
- John Boy
- Young Arab aka Arab
- D.Flores